# Infernus (musicien)
Pour les articles homonymes, voir Infernus et Tiegs.
Roger Tiegs (né le 18 juin 1972), nom de scène Infernus, est un musicien norvégien, célèbre pour être le membre fondateur du groupe de black metal Gorgoroth en 1992. Il est ou a déjà été impliqué dans d'autres groupes tels que Borknagar, Orcustus, Norwegian Evil, ou Desekrator. Il est principalement guitariste, mais a déjà joué dans Gorgoroth de la basse, de la batterie et même quelquefois la voix. Il a pratiquement composé en entier les 5 premiers albums de Gorgoroth.
En 2007, Infernus est « renvoyé » de Gorgoroth par les deux autres membres arrivés en 1998. Il s'est ensuivi une bataille juridique, qu'Infernus emporta le 10 mars 2009.

## Croyance
Infernus est un sataniste théiste et voulait exprimer sa philosophie en fondant son groupe, en se proclamant ministre de Satan sur terre.
Il a exprimé son opposition à L’Église de Satan, qu'il considère comme commercial et dit être en désaccord avec leurs valeurs fondamentales. Fondamentalement, parce qu’ils rejettent une vision théiste de l’être. Je ne considère pas l’homme comme le centre de l’univers. Ce sont mes vues et elles ne sont pas celles d’un humaniste ou d’un soi-disant athée.  

## Discographie
Gorgoroth

### Démo et EP
- 1993 : A Sorcery Written in Blood (démo)
- 1994 : Promo '94 (EP)

### Albums studio
- 1994 : Pentagram
- 1996 : Antichrist
- 1997 : Under The Sign of Hell
- 1998 : Destroyer
- 2000 : Incipit Satan
- 2003 : Twilight of the Idols
- 2006 : Ad Majorem Sathanas Gloriam
- 2009 : Quantos Possunt Ad Satanitatem Trahunt
- 2011 : Under the Sign of Hell 2011
- 2015 : Instinctus Bestialis

### DVD et albums live
- 1996 : The Last Tormentor (EP live)
- 2007 : Bergen 1996 (EP live)
- 2008 : Black Mass Kraków 2004 (DVD, ed. Metal Mind Productions)
- 2008 : True Norwegian Black Metal - Live in Grieghallen (ed. Regain Records)